# Јужњачки правни центар за сиромашне
Јужњачки правни центар за сиромашне (енгл. Southern Poverty Law Center (SPLC)) је америчка непрофитна организација за грађанска права. Постала је међународно позната по својим правним победама против група белих супремациста, правном заступању жртава група за ширење мржње и мониторингу ових група. Центар такође организује едукативне програме чији је циљ промоција толеранције.
Центар класификује као групе за ширење мржње оне организације које омаловажавају или нападају целе друштвене групе, приписујући им атрибуте који су ван њихове контроле.
Центар су 1971. основали Морис Дис и Џо Левин. Центар се у почетку фокусирао на судске предмете у којима су тражили одштету за жртве малтретирања разних екстремних група, првенствено Кју-клукс-клана и других група белих супремациста, а временом се почео бавити и другим питањима, као што су расна сегрегација и дискриминација и одвојеност државе и цркве.
Центар не прихвата владина средства, нити наплаћује своје услуге клијентима. Такође не узима ни удео у судски додељеним надокнадама његовим клијентима. Његов рад се финансира искључиво донацијама, иако су саме донације и финансирање центра предмет контроверзи.